# Franc
Franc er en møntfod, der har har sin oprindelse i Frankrig som Francorum Rex. Francen har sine rødder tilbage i den sidste halvdel af 1300-tallet under Johan 2. af Frankrig. Francen blev benyttet som valuta i Frankrig indtil den franske franc blev afløst af euro i 2002.
Franc har endvidere været valuta i en række lande, der har været undergivet fransk indflydelse. I Europa blev anvendt franc i Belgien og Luxembourg (belgiske franc) og i Schweiz og Liechtenstein anvendes fortsat franc (schweizisk franc). 
1 franc i de fransktalende lande svarede til 100 centimer. I Schweiz svarer en franc til 100 Rappen (tysk), Centimes (fransk) eller Centesimi (italiensk).
Udenfor Europa har francen været anvendt i lande i det Franske koloniimperium.

## Aktuelle valutaer
I dag anvendes franc som valuta i følgende områder og lande:
- Burundi - burundisk franc
- CFA-franc - Vestafrikanske franc / BCEAO
  - Benin
  - Burkina Faso
  - Elfenbenskysten
  - Guinea-Bissau
  - Mali
  - Niger
  - Senegal
  - Togo
- CFA-franc - Centralafrikansk franc / BEAC 
  - Centralafrikanske republik
  - Ækvatorialguinea
  - Gabon
  - Cameroun
  - DR Congo
  - Tchad
- CFP-franc - Stillahavsfranc / IEOM
  - Fransk Polynesien
  - Ny Kaledonien
  - Wallis og Futuna
- Comorerne - comorensk franc
- Republikken Congo - congolesisk franc
- Djibouti - djiboutisk franc
- Guinea - guinesisk franc
- Liechtenstein - schweizisk franc
- Rwanda - rwandisk franc
- Schweiz - schweizisk franc